# キム・ジス (歌手)
キム・ジス（漢: 金智秀、朝: 김지수、1990年2月5日 - ）は韓国の歌手、俳優である。Shofar Music所属。身長172cm、体重72kg、血液型はB型。

## 作品

### ミニアルバム
- Kim Ji Soo 1st Mini Album（2011年）
- Kim Ji Soo 2nd Mini Album（2012年）

## 出演

### テレビ番組
- スーパースターK（Mnet、2010年 - 2011年）- 最終順位6位

### テレビドラマ
- ドリームハイ2（KBS、2012年）